# Símbolo monetario

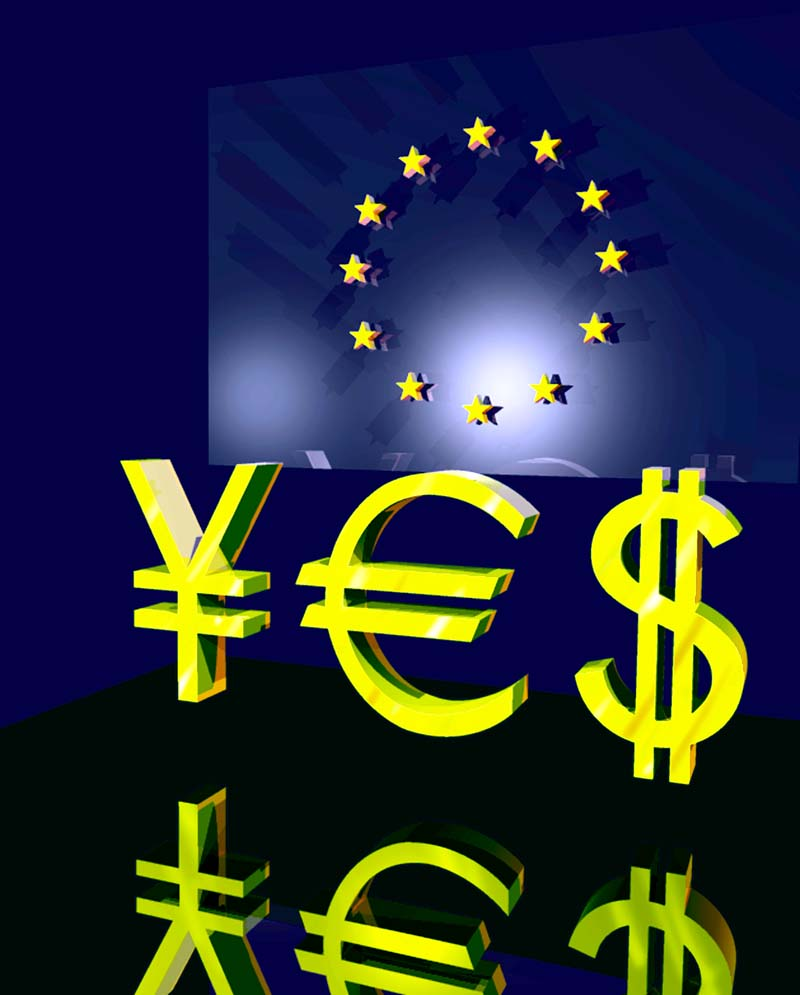
Símbolos monetarios

Un símbolo monetario es un símbolo gráfico a menudo usado como una taquigrafía para el nombre de una divisa. Internacionalmente, los unívocos códigos ISO 4217 se usan más que los símbolos monetarios, aunque estos puedan estar en el uso común en sus países respectivos. La mayor parte de divisas en el mundo no tienen ningún símbolo específico.
Escribiendo cantidades monetarias la posición del símbolo varía según la divisa o el país en cuestión. Muchas divisas, sobre todo en el mundo de habla inglesa, lo colocan antes de la cantidad (p. ej., £50.00); unos después de la cantidad (p. ej., 50.00 S₣); y antes de que ellos fueran abolidos, el signo para el escudo portugués y el franco francés fue colocado en la posición decimal (es decir, 50$00 o 12₣34). La colocación europea estandarizada, usada en la ausencia de un estándar nacional, es que el símbolo (€) es colocado antes de la cantidad. Sin embargo, muchos Estados de la Unión Europea miembros de la eurozona han sostenido o han generado convenciones alternativas.
El separador decimal también puede tomar los estándares de los países locales. Por ejemplo, el Reino Unido a menudo usa un punto medio como el punto decimal en etiquetas adhesivas de precios (ej., '£5·52'), aunque no en letra. Una coma (ej. '5,00' €) es un separador común usado en otros países. Ver el separador decimal para la información en estándares internacionales.

## Ejemplos
- ¤ Signo monetario genérico (usado cuando el signo correcto no está disponible).
- ฿ Baht tailandés; (moneda de Tailandia).
- ₵ Cedi Ghanés; (moneda de Ghana).
- ¢ Centavo (una subdivisión de dólares y algunas otras divisas).
- S/ Sol (moneda de Perú).